# Heterochelus quadratus
Heterochelus quadratus är en skalbaggsart som beskrevs av Christian Rudolph Wilhelm Wiedemann 1823. Heterochelus quadratus ingår i släktet Heterochelus och familjen Melolonthidae. Inga underarter finns listade i Catalogue of Life.